# Udbina
Udbina es un municipio de Croacia en el condado de Lika-Senj.

## Geografía
Se encuentra a una altitud de 828 m s. n. m. a 190 km de la capital nacional, Zagreb.

## Demografía
En el censo 2011 el total de población del municipio fue de 1874 habitantes, distribuidos en las siguientes localidades:
- Breštane - 5
- Bunić -  133
- Čojluk -  11
- Debelo Brdo -  78
- Donji Mekinjar -  31
- Frkašić - 33
- Grabušić - 66
- Jagodnje -  32
- Jošan -  66
- Klašnjica - 3
- Komić - 20
- Krbava - 37
- Kurjak - 28
- Mutilić - 38
- Ondić - 40
- Pećane - 35
- Podlapača - 74
- Poljice - 9
- Rebić -  22
- Srednja Gora - 25
- Svračkovo Selo -  10
- Šalamunić -  38
- Tolić - 9
- Udbina - 960
- Vedašić - 2
- Visuć - 69

| Gráfica de población de Udbina 1857-2011                            |
|                                                                     |
| Según los censos de población de la oficina estadística de Croacia. |